# 周漢寧
周漢寧 （英語：Henick Chou，1995年11月17日—），香港男演員，祖籍廣東省開平市。他榮獲第41屆香港電影金像獎最佳新演員《燈火闌珊》提名。

## 簡介
周漢寧生於香港，中學就讀聖士提反書院；2018年香港演藝學院（榮譽）學士畢業，主修表演，在校就讀期間，曾獲多個學術及演藝奬學金，包括香港廸士尼獎學金、演藝學院友誼社獎學金、蔡頌思才藝獎學金及最佳戲曲進步獎。曾於多個演藝範疇如舞台劇、電視劇及電影担任主要角色，當中以2019年在ViuTV電視劇作品《教束》中當男主角之一的莊子民（又稱「莊子」）為觀眾熟悉。 。2022年，他主演兩部電影：由吳家偉執導的《心裏美》及與影后張艾嘉合演電影《燈火闌珊》。
小學時期曾参加香港童聲合唱天地，他小學二年級獲麥兜漫畫創作者麥家碧邀請為《麥兜菠蘿油王子》電影主唱插曲《教我如何去小便》。他亦懂以結他自彈自唱，並獲導演黃浩然邀請，為電影《緣路山旮旯》主唱片尾曲《Melanie》。
2023年，周漢寧有份演出的電影《全個世界都有電話》、《白日之下》、《年少日記》、《爆裂點》、《不是你不愛你》和《填詞L》接連上映。

## 演出作品

### 電視劇
| 年度 | 播出頻道 | 名稱                                | 飾演          |
| 2019 | 香港電台 | 《新導演放映室2019：日落盡頭》      | 莫少聰        |
| 2019 | 香港電台 | 《星星的孩子：藍光》                | 吳文偉        |
| 2019 | 香港電台 | 《萬輻瑪利亞》                      | 賴以恆        |
| 2019 | 香港電台 | 《香港歷史系列 IV：文學的黃金時代》 | 劉以鬯        |
| 2019 | ViuTV    | 《教束》                            | 莊子民        |
| 2019 | ViuTV    | 《貼地城堡》                        | 莊子民        |
| 2019 | ViuTV    | 《娛樂風雲》                        | 黃龍王 (客串) |
| 2021 | 香港電台 | 《醫生與你2》                       | 家仁          |
| 2021 | 香港電台 | 《新導演放映室》                    |               |
| 2023 | 香港電台 | 《超時空氣候任務》                  | Andrew        |

### 舞台劇
| 年度 | 主辦                                         | 劇目                                        |
| 2015 | 中英劇團                                     | 《戇大人》                                  |
| 2015 | 香港演藝學院                                 | 演藝粵劇: 鑼鼓響 - 《八仙過海》             |
| 2016 | 香港演藝學院                                 | 《Crave》                                   |
| 2016 | 香港演藝學院                                 | 演藝歌劇《塞墨勒》（合唱）                  |
| 2017 | 香港演藝學院戲劇學院                         | 《Pippin》                                  |
| 2017 | 香港演藝學院                                 | 《魔零》                                    |
| 2017 | 香港演藝學院                                 | 演藝戲劇：《Lysistrata 》                   |
| 2017 | 香港演藝學院戲劇學院                         | 《海鷗》                                    |
| 2017 | 香港演藝學院                                 | 《暴風雨》 (選段)                           |
| 2018 | 第二屆香港演藝學院節                         | 《誰怕蒼蠅王》                              |
| 2018 | 國際綜藝合家歡 2018                          | 《愛麗絲漫遊迪樂園》 ( 社區及學校巡迴 )     |
| 2018 | Rooftop Productions                          | 《復仇變奏曲》                              |
| 2019 | 第47屆香港藝術節                             | 賽馬會本地菁英創作系列《陪着你走》          |
| 2019 | 香港戲劇工程                                 | 《海洋拯救隊》兒童偶戲劇場                  |
| 2019 | 新光中國戲曲文化                             | 《但願人長久》                              |
| 2021 | 音樂劇作 （页面存档备份，存于） Musical Trio | 音樂劇《蒲公英女孩 （页面存档备份，存于）》 |

### 電影
| 年度 | 名稱                 | 飾演               |
| 2022 | 《深宵閃避球》       |                    |
| 2022 | 《心裏美》           | 曾志杰             |
| 2023 | 《燈火闌珊》         | Leo                |
| 2023 | 《填詞L》            | William            |
| 2023 | 《全個世界都有電話》 | 駭客               |
| 2023 | 《白日之下》         | 明仔（院友）       |
| 2023 | 《年少日記》         | Vincent（蛋糕）    |
| 2023 | 《爆裂點》           | 魚蛋               |
| 2023 | 《不是你不愛你》     | 樂少（花園街飛仔） |
| 2024 | 《久別重逢》         | 細炳（少年）       |

### 微電影
| 年度 | 名稱             | 飾演   |
| 2020 | 《霓虹黯色》     | 黎永樂 |
| 2022 | 《慢有癮力》     | 世傑   |
| 2024 | 《猛龍傳》誰怕誰 | 基斯   |

### 音樂作品
| 歌名                                         | 作曲                 | 作詞   |
| -------------------------------------------- | -------------------- | ------ |
| 我們敬師吧（《填詞L》插曲）                  | 王建威               | 黃綺琳 |
| 網騙（《全個世界都有電話》插曲）（麗英合唱） | Harbor Homme         | 黃浩然 |
| Melanie（電影《緣路山旮旯》片尾曲）          | 徐嘉浩               | 黃浩然 |
| 教我如何去小便（電影《麥兜菠蘿油王子》插曲） | Carlos Eleta Almaran | 謝立文 |

### MV
- 馬天佑 - 鹿角少年
- 章尾而 - 瞏
- RubberBand - First Date
- 麗英 - 東京一轉
- 林家謙 - 邊一個發明了encore
- iii - My Little Christmas
- 李克勤 - 弦續
- 周國賢 - 雙兒

## 獎項
| 年份   | 頒獎典禮             | 獎項       | 入圍者 | 結果 |
| ------ | -------------------- | ---------- | ------ | ---- |
| 2023年 | 第41屆香港電影金像獎 | 最佳新演員 | 周漢寧 | 提名 |

## 外部連結
- 周漢寧的Instagram帳戶 （页面存档备份，存于）
- 周漢寧的新浪微博